# Rosebud (Les Simpson)
Vous lisez un « bon article » labellisé en 2011.
Pour les articles homonymes, voir Rosebud et Bobo.
Rosebud (version originale et française), ou Bobo en version québécoise, est le quatrième épisode de la saison 5 de la série télévisée d'animation Les Simpson. Il a été diffusé pour la première fois par la Fox aux États-Unis le 21 octobre 1993. L'épisode débute en montrant comment, la veille de son anniversaire, M. Burns désire l'ours en peluche de son enfance, Bobo. L'ours arrive dans les mains de Maggie Simpson et Burns fait tout ce qu'il peut pour le récupérer.
Rosebud a été écrit par John Swartzwelder et est le premier épisode ayant pour producteur exécutif David Mirkin, qui est le show runner de la cinquième et la sixième saison de la série. L'épisode est réalisé par Wes Archer, et l'un de ses assistants, David Silverman, a décrit l'épisode comme « l'un des plus grands défis » à réaliser. Les Ramones (Joey Ramone, Johnny Ramone, C. J. Ramone et Marky Ramone) apparaissent dans leur propre rôle dans l'épisode. Celui-ci parodie fortement le film d'Orson Welles Citizen Kane et le titre fait référence au dernier mot de Charles Foster Kane, « Rosebud ». L'épisode contient également des références au Magicien d'Oz, à La Planète des singes, à l'acteur George Burns, à Charles Lindbergh et à Adolf Hitler.
L'accueil critique de Rosebud a été très positif et en 2003, le magazine Entertainment Weekly a placé l'épisode en deuxième place de sa liste des 25 meilleurs épisodes des Simpson.

## Contenu

### Synopsis

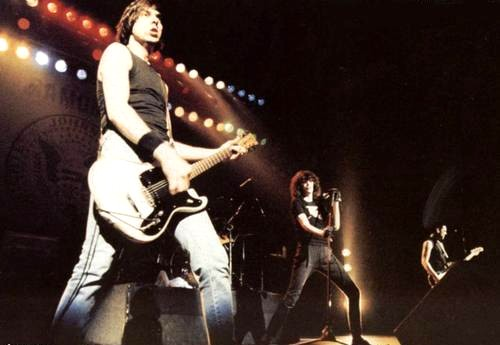
Les Ramones apparaissent dans l'épisode lors de l'anniversaire de M. Burns.

Smithers trouve M. Burns en plein cauchemar, le vieil homme répétant sans cesse le nom de « Bobo ». Dans un flash-back, il est révélé que lorsqu'il était enfant, Burns vivait avec sa famille et chérissait son ours en peluche Bobo, mais l'a laissé tomber dans la neige en partant vivre avec un « monstre sans cœur de milliardaire ». Pendant ce temps, les préparatifs de l'anniversaire de Burns vont bon train et Homer est choisi pour distraire les invités avec un spectacle comique ; cependant, Burns est offensé par la prestation d'Homer et demande à ses gardes du corps de mettre fin à la fête. Homer est blessé, et Bart est envoyé au Mini Marché pour acheter de la glace.
Entre-temps, Burns explique à Smithers qu'il désire plus que tout son ours en peluche adoré mais ne sait pas où il est. Un nouveau flash-back raconte l'histoire de Bobo : après avoir été abandonné, il a été emporté par une rivière jusqu'à New York, où il a été récupéré par Charles Lindbergh et a de fait traversé l'océan Atlantique en avion, en 1927. Lorsqu'il arrive à Paris, Lindbergh jette l'ours par la fenêtre, et la peluche est rattrapée par Adolf Hitler. En 1945, dans son Führerbunker de Berlin, Hitler accuse Bobo d'être responsable de la défaite de l'Allemagne pendant la Seconde Guerre mondiale, et l'abandonne au loin. Il réapparaît en 1957 à bord du Nautilus lorsqu'il atteint le pôle Nord. Il est alors piégé dans un bloc de glace, avant d'être récupéré par une expédition. En 1993, le sac de glace le contenant est envoyé au magasin d'Apu à Springfield. Bart Simpson achète le sac, trouve Bobo et le donne à Maggie.
M. Burns se lance à la recherche de son ours, et Homer comprend finalement que le nouveau jouet de Maggie est Bobo. Il négocie avec Burns et accepte de le rendre en échange « d'un million de dollars et de trois îles hawaïennes. Les bonnes, pas celles avec les lépreux. » Cependant, comme Maggie refuse d'abandonner Bobo, Homer décide de se sacrifier pour sa fille et rejette l'offre. M. Burns se sent outragé et promet de se venger d'Homer jusqu'à ce qu'il récupère son ours.
Ses premières tentatives pour récupérer l'ourson échouent. Par la suite, il prend le contrôle de toutes les chaînes de télévision et détourne les camions de livraison de bière hors de la ville, jurant de ne les rendre que contre Bobo. La ville se rassemble pour récupérer l'ourson, désirant le retour de la télé et de la bière, mais la foule en colère s'apitoie devant Maggie qui serre la peluche. Finalement, en désespoir de cause, Burns envoie Smithers supplier Homer de rendre l'ourson. Homer dit à Burns qu'il appartient à Maggie désormais, et qu'elle seule peut le lui rendre. Burns va parler à l'enfant qui prend pitié de lui et lui rend Bobo.
L'épisode se clôt sur une parodie de La Planète des singes dans plus d'un million d'années, où Homer, démultiplié, est réduit en esclavage tandis que Burns devenu cyborg (la tête dans un vase posé sur un corps robotique) et Smithers (la tête sur un corps de chien robot) découvrent à nouveau Bobo et partent vers le soleil couchant.

### Références culturelles

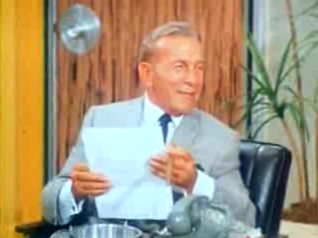
Le comédien George Burns est présenté comme frère de M. Burns dans cet épisode.

### Production

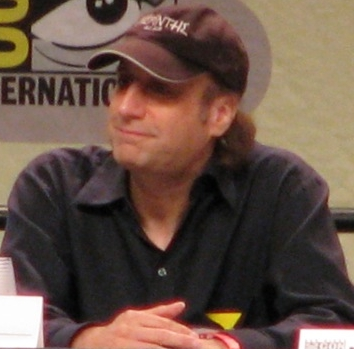
David Mirkin est le producteur exécutif et show runner de cet épisode.